# Menjamel de Wetar
El menjamel de Wetar (Lichmera notabilis) és un ocell de la família dels melifàgids (Meliphagidae).

## Hàbitat i distribució
Habita els boscos de Wetar, a les illes Petites de la Sonda.